# Michael Lindsay, 2. Baron Lindsay of Birker
Michael Francis Morris Lindsay, 2. Baron Lindsay of Birker (* 24. Februar 1909 in London; † 13. Februar 1994 in Washington, D.C.) war ein britischer Peer und Akademiker.

## Leben und Karriere
Lindsay war der ältere Sohn des Alexander Dunlop Lindsay, 1. Baron Lindsay of Birker, aus dessen Ehe mit Erica Violet Storr geboren.
Er besuchte die Gresham’s School in Holt und das Balliol College der Universität Oxford. Nach dem Studium nahm er 1937 ein Stellenangebot als Dozent an der Yanjing-Universität in Peking, China, an. Er sollte dort versuchsweise das Tutorensystem der Universität Oxford einzuführen und bis dahin genutzten amerikanischen System vergleichen und traf dort im Januar 1938 ein.
Zur Zeit seiner Ankunft waren im Rahmen des Japanisch-Chinesischen Krieges japanische Truppen in China einmarschiert und kämpften in der Folgezeit um die Kontrolle über ganz Nordchina; die meisten chinesischen Soldaten in Nordchina waren kommunistische Guerillakräfte. Peking stand unter japanischer Kontrolle, aber die wenige Kilometer außerhalb der Stadt gelegene Yanjing-Universität hatte exterritorialen Status, und Lindsay konnte als Ausländer Peking unbehelligt betreten oder verlassen. In seinen Ferien nahm er sein Fahrrad mit in den Zug und fuhr dann aufs Land, wo er chinesische kommunistische Soldaten traf. Er brachte ihnen Radioteile und medizinische Ausrüstung und schrieb chinesische Etiketten dafür mit Hilfe einer seiner Studentinnen, Li Hsiao-li (1916–2010), der Tochter von Li Wen-chi, einem pensionierten Oberst der chinesischen Armee. Am 25. Juni 1941 heirateten er und Hsiao-li. Später im selben Jahr, am 8. Dezember, hörte er eine deutsche Radiomeldung über den japanischen Angriff auf Pearl Harbor und floh sofort mit seiner Frau zu den Truppen, die er versorgt hatte. Später erfuhr er, dass die japanische Geheimpolizei nur kurz nach seiner Abreise in Yanjing eingetroffen war, um ihn festzunehmen.
Lindsay verbrachte die nächsten zweieinhalb Jahre mit den kommunistischen Guerillas an der Grenze zu Shanxi, wo er als Funktechniker arbeitete und den Truppen Funktechnik lehrte. 1943 unternahmen sie eine schwierige Reise durch bergiges Land, um die Hauptstreitmacht der Kommunisten in Yan’an zu erreichen, wo Lindsay zum Berater der Kommunikationsabteilung der 18. Armeegruppe ernannt wurde. Es gelang ihm, einen Sender zu bauen, der leistungsstark genug war, um die USA zu erreichen, und er wurde Berater des englischsprachigen Dienstes der Nachrichtenagentur Neues China. Zwei seiner drei Kinder wurden in China geboren. Nach Kriegsende kehrte er im November 1945 mit seiner Familie nach England und ans Balliol College zurück.
Von 1948 bis 1951 war er Dozent für Wirtschaftswissenschaften am University College, Hull, von 1951 bis 1959 Dozent für internationale Beziehungen an der Australian National University, Canberra, und schließlich von 1959 bis 1974 als Professor für Fernoststudien an der American University in Washington, D.C.
Lindsay schrieb basierend auf seinen Erfahrungen in China eine Reihe von Büchern und Artikeln.

## Mitgliedschaft im House of Lords
Lindsay erbte 1952 beim Tod seines Vaters den Titel des Baron Lindsay of Birker und den damals damit verbundenen Sitz im House of Lords. Dadurch wurde seine Gattin die erste britische Peeress chinesischer Herkunft. Seine Antrittsrede hielt er am 24. Juni 1964.
Da er bis zu seinem Lebensende ein Haus in Maryland bewohnte, in das die Familie für seine letzte Anstellung gezogen war, meldete er sich im britischen Parlament nur sporadisch zu Wort. 1964 sprach er zur Entwicklungsdekade der UNO und dem Welthandel sowie zur Trading Stamps Bill. In den 1970er Jahren meldete er sich zu Kapitalismus und Sozialismus zu Wort. Er sprach in den 1980er Jahren zu zentraler und kommunaler Verwaltung,  dem Staatsdienst und der Zukunft Hongkongs. Zuletzt meldete er sich am 16. Juli 1990 zu Wort.

## Nachkommen und Tod
Aus seiner Ehe mit Hsiao Li (1916–2010) hatte er einen Sohn, James Lindsay, 3. Baron Lindsay of Birker und zwei Töchter, Erica (1942–1993) und Mary Muriel (* 1951).
Er starb 1994 im Alter von 84 Jahren in Washington, D.C., und spendete seinen Leichnam dem dortigen George Washington University Hospital. Seine Witwe veröffentlichte 2006 ein Buch mit dem Titel Bold Plum, größtenteils 1947 geschrieben, über die Kriegsjahre und Ehe mit Lindsay.